# Fernando Afonso Geraldes de Melo de Sampaio Pereira
Fernando Afonso Giraldes de Melo Sampaio Pereira (24 de junho de 1808 — 10 de dezembro 1889), sucessivamente 1.º visconde, 1.º conde e finalmente 1.º marquês da Graciosa, senhor de Medelim e alcaide-mor da praça de Monsanto, oficial-mor honorário da Casa Real, foi um aristocrata, grande proprietário e político que, entre outras funções, foi par do Reino e administrador-geral e governador civil do Distrito de Coimbra.

## Biografia
Filho de Fernando Afonso Geraldes de Andrade Barba e Menezes e Joana das Dores de Melo Sampaio Pereira de Figueiredo e Bourbon, uma família com origem na nobreza rural terratenente. Herdou de sua mãe o Paço da Graciosa, na Anadia, e de seu pai a Casa dos Geraldes (ou dos Marqueses da Graciosa) em Idanha-a-Nova, esta última há séculos na posse da família paterna.
Recebeu da rainha D. Maria II de Portugal o título de 1.º visconde, por decreto de 5 de fevereiro de 1840, e depois de 1.º conde da Graciosa, por decreto de 12 de junho de 1852, sendo elevado ao título de marquês da Graciosa, em sua vida, por decreto do rei D. Luís I de Portugal datado de 25 de setembro de 1879. O título tem origem na Quinta da Graciosa, em Anadia, onde se encontra construído o solar da família (o Paço da Graciosa).
Foi administrador-geral (título equivalente ao de governador civil) e depois governador civil de Coimbra nos períodos de 22 de março a 7 de outubro de 1842 e de 14 de outubro de 1846 a 10 de janeiro de 1847.
Por carta régia de 3 de maio de 1842 foi nomeado par do reino, tomando posse na Câmara dos Pares a 3 de janeiro de 1843. No parlamento foi pouco interventivo, concentrando as suas intervenções na oposição ao governo de Costa Cabral. Após o fim daquele governo, passou a intervir pouco, integrando a partir de 1849 a Comissão de Petições. Foi sucedido nos títulos e no pariato pelo seu filho secundogénito, Fernando de Melo Geraldes de Sampaio e Bourbon, 2.º marquês da Graciosa, devido à morte prematura do primogénito.